# Fischer-Sannemüller-Krumbiegel
Fischer-Sannemüller-Krumbiegel ist eine aus Leipzig stammende deutsche Musikerfamilie. Zu ihr gehören:

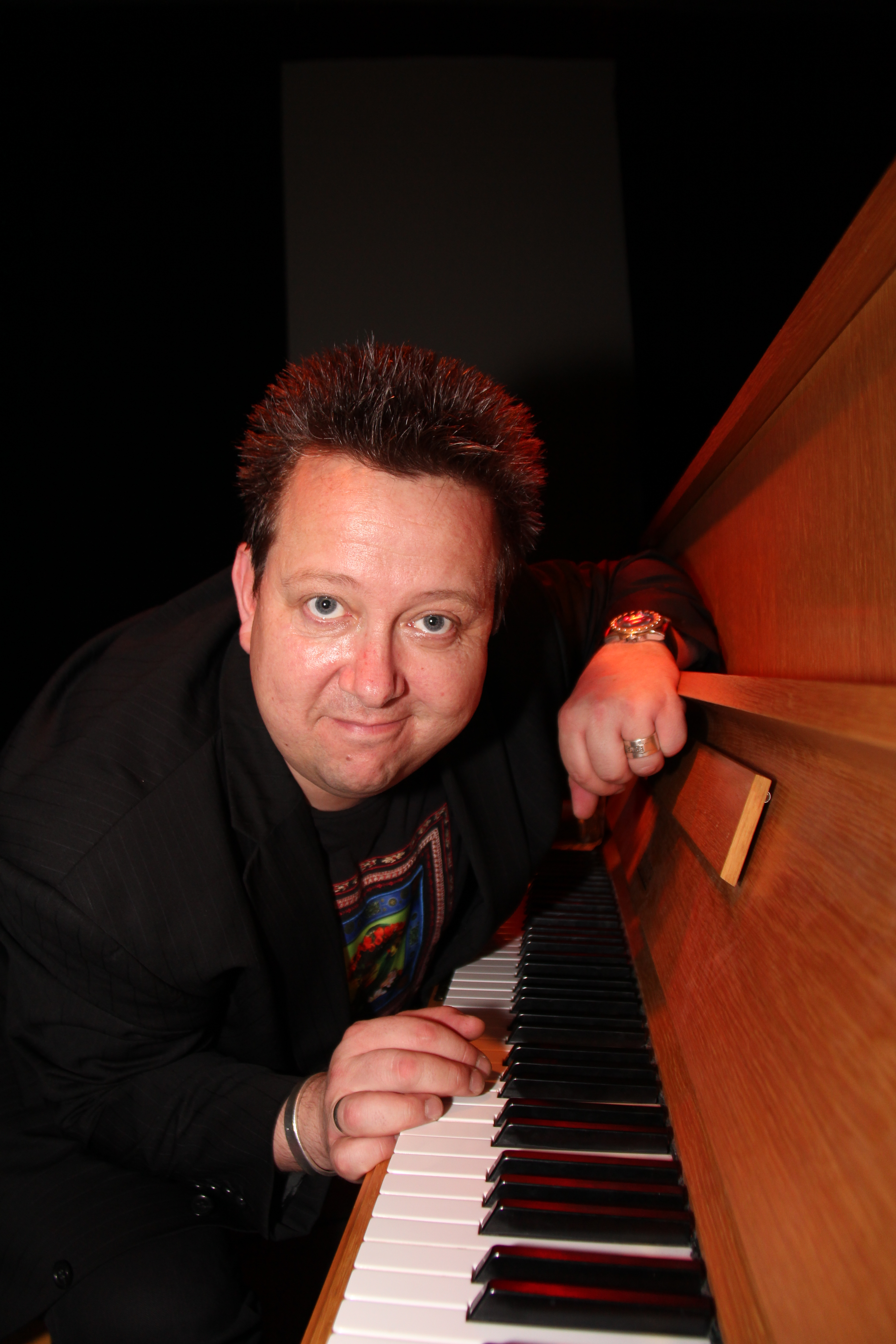
Sebastian Krumbiegel (2012)

- Philine Fischer geb. Franke (1919–2001), Opern- und Konzertsängerin

verheiratet in erster Ehe mit Ulrich Fischer (1913–1993), Kantor, Direktor der Kirchenmusikschule Osterode/Harz und Leiter einer Orgelklasse an der Akademie für Musik und Theater Hannover.
- Cornelia Krumbiegel geb. Fischer (* 1941), Musikwissenschaftlerin, Direktorin a. D. des Bach-Museums Leipzig

verheiratet mit Peter Krumbiegel, Chemiker
- Martin Krumbiegel (* 1963), ehemaliger Thomaner, Konzert- und Oratoriensänger, Professor für Musikgeschichte an der Hochschule für Musik und Theater „Felix Mendelssohn Bartholdy“ Leipzig
- Sebastian Krumbiegel (* 1966), ehemaliger Thomaner, Sänger der Popband Die Prinzen
- Susanne Krumbiegel, Oratoriensängerin

verheiratet in zweiter Ehe mit Horst Sannemüller (1918–2001), Violinist und Konzertmeister des Gewandhausorchesters, Mitglied des Gewandhaus-Quartetts.
- Matthias Sannemüller (* 1951), Solo-Bratschist am MDR-Sinfonieorchester und ehemaliges Mitglied der Gruppe Neue Musik Hanns Eisler.

Horst Sannemüller war in zweiter Ehe verheiratet mit Heidrun Sannemüller (* 1943), Violinistin der Kammersymphonie Hannover, ehemals 1. Geigerin des Rundfunk-Sinfonieorchesters Leipzig und der NDR Radiophilharmonie.
- Constanze Sannemüller (* ca. 1974), Violinistin bei der Kammersymphonie Hannover

Horst Sannemüllers Bruder Gerd Sannemüller (1914–2008), Komponist und Professor für Musikwissenschaft, Direktor des Instituts für Musik und ihre Didaktik der Pädagogischen Hochschule Kiel, war verheiratet mit Friedlis Sannemüller geb. Rinsche, Sängerin.